# Жирекенское городское поселение
Городско́е поселе́ние «Жирекенское» — муниципальное образование в Чернышевском районе Забайкальского края Российской Федерации.
Административный центр — пгт Жирекен.
Распоряжением Правительства РФ от 29 июля 2014 года № 1398-р «Об утверждении перечня моногородов» муниципальное образование включено в категорию «Монопрофильные муниципальные образования Российской Федерации (моногорода) с наиболее сложным социально-экономическим положением».

## История
Статус и границы городского поселения установлены Законом Читинской области от 19 мая 2004 года «Об установлении границ, наименований вновь образованных муниципальных образований и наделении их статусом сельского, городского поселения в Читинской области».

## Население
| 2009  | 2010  | 2011  | 2012  | 2013  | 2014  | 2015  |
| ----- | ----- | ----- | ----- | ----- | ----- | ----- |
| 4233  | ↗4615 | ↗4628 | ↗4687 | ↗4697 | ↘4673 | ↘4642 |
| 2016  | 2017  | 2018  | 2019  | 2020  | 2021  |       |
| ↘4615 | ↘4540 | ↘4489 | ↘4399 | ↘4315 | ↘3451 |       |

## Состав городского поселения
| № | Населённый пункт | Тип населённого пункта      | Население |
| - | ---------------- | --------------------------- | --------- |
| 1 | Жирекен          | пгт, административный центр | ↘3439     |
| 2 | Ковекта          | железнодорожная станция     | →30       |
| 3 | Озёрная          | село                        | ↘19       |